# Спийре-Хелкейн
Спийре-Хелкейн (на нидерландски: Spiere-Helkijn) е селище в Северозападна Белгия, окръг Кортрейк на провинция Западна Фландрия. Населението му е около 2000 души (2006).